# Савельев, Борис Александрович (фотограф)
Борис Александрович Савельев (англ. Boris Savelev; 1947, Черновцы) — Украинский фотограф.

## Биография
Борис Савельев родился в 1947 году в городе Черновцы в Западной Украине. С 1966 года жил в Москве. Фотографией начал интересоваться в 1963. В 1972 году окончил Московский Авиационный Институт. С 1972 по 1983 год работал инженером. С 1982 года работал, как «внештатный фотограф» для некоторых издательств в СССР и за рубежом. Его пристрастие к цветной фотографии проявилось в 1980-м году. Фотографии предпочитает печатает вручную, используя и традиционные, и альтернативные (Платина, Гуммиарабик, Лит/Lith) способы.

## Работы находятся в коллекциях
- Государственная Третьяковская Галерея, Москва.
- Государственный Русский Музей, Санкт-Петербург.
- Московский дом фотографии, Москва.
- Государственный Музей «Художественная Галерея», Калининград.
- The Corcoran Gallery of Art, Washington D.C.
- The Baltimore Museum of Art. Maryland, USA
- DG Банк Франкфурт Германия.
- Museum of Fine Art, Santa Fe.
- Саарский Музей, Saarbruken Германия.
- Staatgalerie Штутгарт.
- Художественный музей, Котбус, Германия.
- MBochum Галерея, Бохум Германия.
- Calcografie Nacional, Мадрид, Испания.
- Factum-arte, Мадрид, Испания.
- Университет Вупперталя, Вупперталь, Германия.
- SFMOMA, San-Francisco, USA.

## Персональные выставки
- 1978 — Редакция журнала «Советское Фото», Москва.
- 1979 — Музей фотографии. Каунас, Литва.
- 1981 — Музей фотографии. Шяуляй, Литвы.
- 1992 — Государственная Третьяковская Галерея.
- 1993 — Музей Фотоколлекций, Москва.
- 1994 — Государственный музей «Художественная Галерея», Калининград.
- 1995 — Галерея «mBochum» Бохум, Германия.
- 1996 — Музей Saarland , Saarbruken, Германия.
- 1997 — Государственный Русский Музей.
- 1999 — «ifa-Galerie» Бонн, Германия.
- 2000 — «ifa-Galerie» Берлин, Германия, Kunsthaus, Дрезден, Германия.
- 2000 — Государственный Музей Искусства, Kottbus, Германия, Школа Искусств, Leer Германии.
- 2001 — Anahita Галерея, Санта-Фе, США.
- 2001 — Московский дом фотографии.
- 2002 — Государственная Третьяковская Галерея.
- 2003 — «Fine Art Gallery» Университет Wuppertal Германия.
- 2003 — Anahita Галерея, Санта-Фе, США.
- 2004 — «КВАДРАТЫ. 1974—1984», галерея ФотоСоюз, Москва.
- 2004 — «City no time» State Moscow museum of modern art, Moscow.
- 2006 — «la nostalgia di uno squardo perduto» Palazzo Magnani, Reggio-Emilia, Italy.
- 2006 — «Квадраты. 1974—1984». Государственный музейно-выставочный центр РОСФОТО, Санкт-Петербург.
- 2006 - «Избранное». Новосибирский государственный художественный музей.
- 2007 — «31 Years» Guereta Gallery, Madrid.
- 2009 — Michael Hoppen Gallery, London.
- 2011 — Clair Gallery, Munich.
- 2011 — Michael Hoppen Gallery, London.

## Групповые выставки
- 2015 — «New Arrivals: Late 20th-Century Photographs from Russia & Belarus», The Baltimore Museum of Art

## Авторская книга
- Boris Savelev, «Secret City», Thames&Hudson, Лондон 1988

## Основные публикации
- 1978 — журнал «Советское Фото»
- 1979 — журнал «Советское Фото»
- 1984 — «Русское Искусство в Украинских Музеях», Mistectvo, Киев
- 1985 — журнал «Советское Фото»;
- 1985 — журнал «Foto», DDR
- 1986 — D.Mrazkova & V.Remes «Another Russia», Thames&Hudson, London;
- 1986 — Cheskoslovenska fotografie,
- 1986 — Creative Camera, Лондон
- 1988 — книга Taneli Escola & Hannu Eerikainen «Toisinnakijat» (Инаковидящие) Helsinki
- 1989 — журнал Aperture «Photostrojka» NY.USA
- 1991 — книга «Changing Reality» Starwood Publishing, Inc.
- 1993 — «Uber die grosen Stadte» Bildende Kunst, (NGBK)
- 1995 — Contemporary Photographers SJpress Лондон
- 1999 — Momente der dauer Бонн,
- 1999 — Hot Shue Лондон
- 2000 — Bauwelt Берлин, Бреннпанкт Мэг Берлин, Photography Now Берлин, PhotoNews Гамбург
- 2001 — «Madrid torno эль-Sol» Цифровое Портфолио, Calcografia NationalМадрид
- 2003 — Stationen des Augenblicks/Университет Вупперталя, Германия,
- 2003 — Factum-arte, Мадрид
- 2005 — de Fotograaf magazine/Portfolio Amsterdam
- 2006 — «la nostalgia di uno squardo perduto» Skira, Milan

## Тексты Б.С
- FOTO-VIDEO. — 2004. — № 6.Борис Савельев. О Вячеславе Тарновецком